# Ilian Stojanow
Ilian Stojanow (bułg. Илиaн Стоянов; ur. 20 stycznia 1977 w Kiustendile) – były bułgarski piłkarz występujący na pozycji obrońcy.

## Kariera klubowa
Ilian Stojanow zawodową karierę rozpoczynał w 1995 roku w CSKA Sofia. Następnie trafił do Chardafon Gabrovo, by od lata 1996 roku reprezentować barwy Wiełbażdu Kiustendił. W debiutanckim sezonie w nowym klubie Stojanow pełnił rolę rezerwowego, jednak regularnie dostawał szanse gry. Miejsce w wyjściowej jedenastce wywalczył sobie w kolejnych rozgrywkach, kiedy to wystąpił w 27 ligowych pojedynkach. Sezon 1999/2000. W letnim okienku transferowym w 2000 roku podpisał kontrakt z Lewski Sofia. W 2001 i 2002 roku zdobył z nim mistrzostwo, a w 2003 i 2004 roku wicemistrzostwo Bułgarii. Oprócz tego dwa razy sięgnął także po krajowy puchar. Dla Lewski Stojanow rozegrał łącznie 90 meczów w lidze, po czym przeprowadził się do Japonii i został zawodnikiem JEF United Ichihara Chiba. W nowym klubie Bułgar nie miał problemów z wywalczeniem sobie miejsce w pierwszym składzie i wystąpił w 30 pojedynkach. Został także wybrany do najlepszej jedenastki sezonu spośród piłkarzy wszystkich zespołów. W 2007 roku Stojanow przeniósł się do Sanfrecce Hiroszima, gdzie zwyciężył w Xerox Super Cup 2008. Karierę zakończył w 2011 roku po rocznym pobycie w Fagiano Okayama.

## Kariera reprezentacyjna
W reprezentacji Bułgarii Stojanow zadebiutował 4 listopada 1998 roku w zremisowanym 0:0 spotkaniu z Algierią. W 2004 roku Płamen Markow powołał go do 23-osobowej kadry na mistrzostwa Europy. Na turnieju tym Bułgarzy nie zdobyli ani jednego punktu i zajęli ostatnie miejsce w swojej grupie. Sam Stojanow na portugalskich boiskach wystąpił w dwóch pojedynkach - przeciwko Danii (0:2) i Włochom (1:2). Karierę reprezentacyjną zakończył w 2005 roku, powrócił jednak na siedem spotkań kwalifikacyjnych do Mistrzostw Świata 2010 w RPA. W drużynie narodowej zaliczył łącznie 40 występów.